# Bézéril
Bézéril ist eine französische Gemeinde mit 106 Einwohnern (Stand 1. Januar 2022) im Département Gers in der Region Okzitanien (vor 2016: Midi-Pyrénées). Sie gehört zum Arrondissement Auch und zum Kanton Val de Save.
Die Einwohner werden Bézériliens und Bézériliennes genannt.

## Geographie
Bézéril liegt circa 27 Kilometer südöstlich von Auch in der Région naturelle Comminges.
Umgeben wird Bézéril von den sechs Nachbargemeinden:
| Saint-André | Lahas                                       |         |
| Polastron   | Kompassrose, die auf Nachbargemeinden zeigt | Noilhan |
|             | Saint-Soulan                                | Samatan |

Bézéril liegt im Einzugsgebiet des Flusses Garonne.
Die Marcaoue ist ein Nebenfluss der Gimone und fließt an der nordwestlichen Grenze zur Nachbargemeinde Saint-André entlang.
Der Esquinson, ein Nebenfluss der Save, durchquert das Gebiet der Gemeinde zusammen mit seinen Nebenflüssen,
- dem Ruisseau d’en Briolé,
- dem Ruisseau de la Hount und
- dem Ruisseau des Tachouères mit seinem Nebenfluss,
  - dem Ruisseau d’en Malhomme, der in Bézéril entspringt.[2]

## Geschichte
Im Jahre 1822 wurde die frühere Gemeinde Villeneuve eingegliedert.

## Einwohnerentwicklung
Nach Beginn der Aufzeichnungen stieg die Einwohnerzahl bis zur Mitte des 19. Jahrhunderts auf einen Höchststand von rund 370. In der Folgezeit sank die Größe der Gemeinde bei zwischenzeitlichen Erholungsphasen bis zur Jahrtausendwende auf den tiefsten Stand von rund 90 Einwohnern, bevor sich eine lrochte Wachstumsphase einstellte.
| Jahr                       | 1962 | 1968 | 1975 | 1982 | 1990 | 1999 | 2006 | 2011 | 2020 |
| Einwohner                  | 144  | 123  | 113  | 113  | 107  | 92   | 98   | 123  | 122  |
| Quellen: Cassini und INSEE |      |      |      |      |      |      |      |      |      |

## Sehenswürdigkeiten

### Pfarrkirche Saint-Jacques

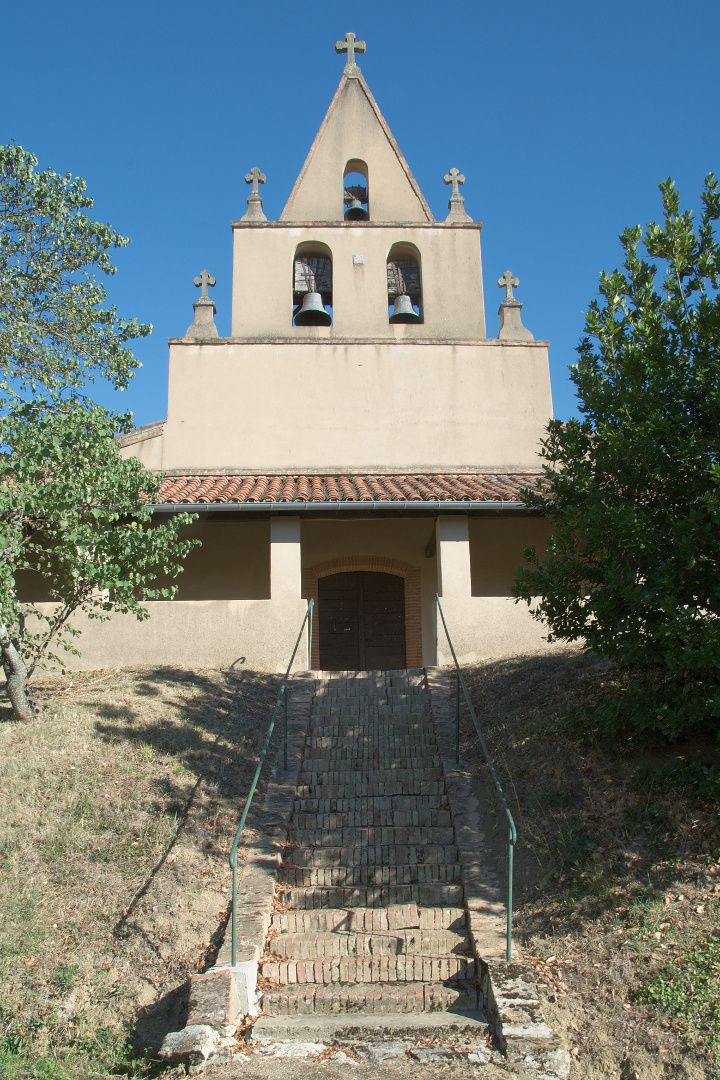
Pfarrkirche Saint-Jacques

Die Kirche und das Schloss wurden zur gleichen Zeit im 18. Jahrhundert errichtet, deshalb ist es möglich, dass die heutige Pfarrkirche ursprünglich die Schlosskirche war. Der Glockengiebel datiert aus dem Jahr 1759. Die Kirche ist seit dem 13. Februar 1979 als Monument historique eingeschrieben.

### Schloss Bézéril

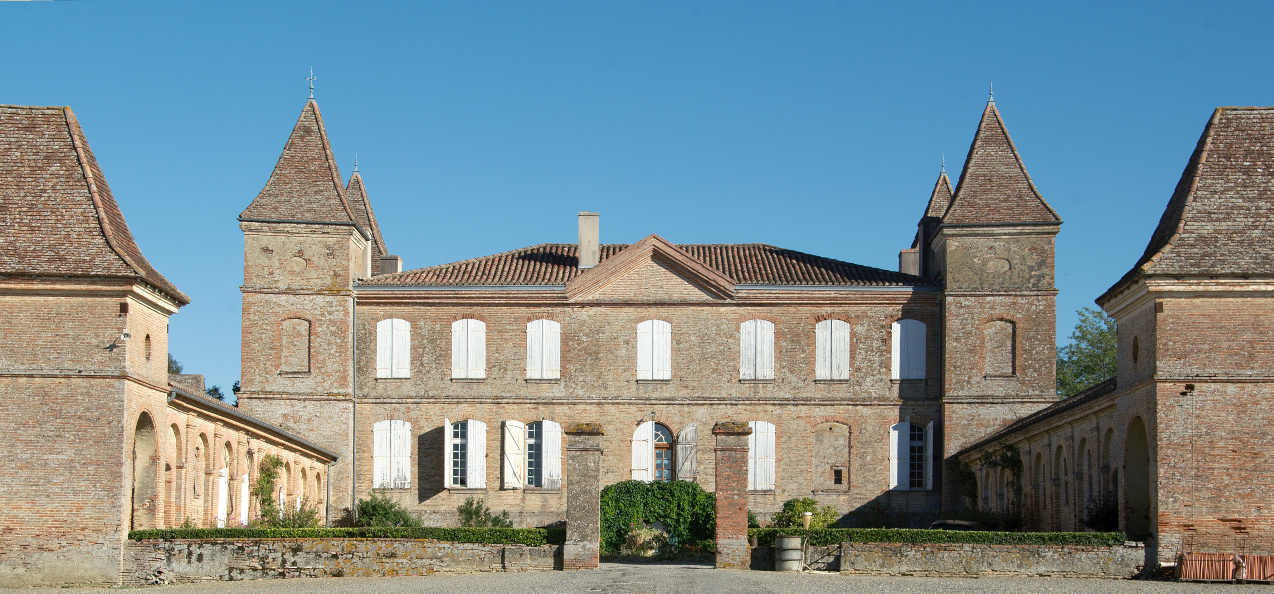
Schloss Bézéril

Das Schloss hat einen charakteristischen Baustil mit seinem großen Park und seinem Innenhof, der von langgezogenen Flügeln umrahmt wird, die die Nebengebäude nach Westen hin verlängern, während eine Treppe mit doppeltem Lauf auf den Park geht. Die viereckigen Ecktürme sind mit geklammerten Flachziegeln gedeckt. Sie könnten am Ende des 16. oder zu Beginn des 17. Jahrhunderts verbaut worden sein. Das Schloss ist heute der Firmensitz eines landwirtschaftlichen Betriebs. Fassaden und Dächer des Schlosses und seiner Nebengebäude sind seit dem 6. Oktober 1977 als Monument historique eingeschrieben.

## Wirtschaft und Infrastruktur
Bézéril liegt in der Zone AOC der Knoblauchsorte Ail violet de Cadours.

### Verkehr
Bézéril wird von der Route départementale 4 durchquert.